# Scarturus
Scarturus (Gloger, 1841) è un genere di roditori appartenente alla famiglia dei gerboa (Dipodidae), il cui numero preciso di specie non è stato attualmente ben determinato. Alcune specie note da tempo erano in precedenza attribuite al genere Allactaga.
I membri del genere possono presentare quattro o cinque dita nei piedi posteriori e sono distribuiti nell'Africa nord-orientale e in varie regioni dell'Asia. La classificazione delle specie è stata finora basata quasi esclusivamente su differenze morfologiche, poiché esistono studi molecolari solo per un numero limitato di esse.

## Etimologia
Il nome generico Scarturus deriva dal greco antico e ha un'etimologia che riflette le caratteristiche locomotorie tipiche degli animali del genere. Esso è formato da due elementi: skártos (σκάρτος), che significa «salto», «salterino» o «che salta», e oura (οὐρά), che significa «coda». Il termine Scarturus può quindi essere interpretato come «coda saltellante» o «che salta con la coda», un riferimento alla locomozione saltatoria molto sviluppata di questi roditori e al ruolo che la lunga coda svolge nell'equilibrio durante i salti. Il nome fu introdotto come sottogenere da Vinogradov nel 1925, e solo in tempi più recenti (in seguito a revisioni filogenetiche basate su dati morfologici e molecolari) è stato elevato al rango di genere autonomo, distinto da Allactaga.

## Specie
Una revisione tassonomica condotta da Michaux e Shenbrot nel 2017 riconosce sette specie, mentre una forma descritta nel 2008 potrebbe rappresentare un'ottava specie distinta. La IUCN ne elenca attualmente cinque e la American Society of Mammalogists dieci:
- Scarturus aulacotis (J. A. Wagner, 1840), il gerboa della Siria, presente in Siria, Giordania e si estende fino all'Arabia Saudita;
- Scarturus caprimulga (Ellerman, 1948), il gerboa dell'Afghanistan, presente al confine tra Iran e Afghanistan;
- Scarturus elater (H. Lichtenstein, 1828), il gerboa minore, diffuso nell'Asia centrale e nel Vicino Oriente;
- Scarturus euphraticus (O. Thomas, 1881), il gerboa dell'Eufrate, originario del Vicino Oriente;
- Scarturus heptneri (Pavlenko & Denisenko, 1976), il gerboa di Heptner, dell'Asia centrale;
- Scarturus hotsoni (O. Thomas, 1920), il gerboa di Hotson, endemico dell'Iran;[6]
- Scarturus indicus (J. E. Gray, 1842), il gerboa meridionale, diffuso dalla Turchia al Pakistan;
- Scarturus tetradactylus (H. Lichtenstein, 1823), il gerboa tetradattilo, nativo dell'Africa nord-orientale;
- Scarturus vinogradovi (Argyropulo in Vinogradov & Argyropulo, 1941), il gerboa di Vinogradov, diffuso nell'Asia centrale;
- Scarturus williamsi (O. Thomas, 1897), il gerboa anatolico, presente nella Turchia orientale e negli stati confinanti.

Uno studio del 2018 suggerisce che la popolazione sud-occidentale del gerboa minore (Scarturus elater) possa rappresentare una specie ancora non descritta. Contrariamente a ipotesi precedenti, le popolazioni rimanenti di questa specie non risultano più strettamente imparentate con il gerboa di Vinogradov rispetto ad altre specie del genere (S. euphraticus, S. williamsi).